# مركز ألتا لطاقة الرياح
مركز ألتا لطاقة الرياح هو أكبر مزرعة للرياح في العالم يقع في تيهاتشابي بممر جبال تيهاتشابي، في مقاطعة كيرن، كاليفورنيا، اعتبارا من عام 2013 أصبح المشروع مع قدرة مركبة مجمعة تبلغ 1,320 ميجاوات (1,770,000 حصان).
مركز ألتا لطاقة الرياح هو مثالا قويا لنمو حجم ونطاق مشاريع طاقة الرياح الحديثة.
كاليفورنيا الجنوبية وافقت على اتفاقية اديسون لشراء الطاقة كجزء من اتفاقيات شراء الطاقة لمدة تصل إلى 25 عاما لإنتاج 1,500 ميجاوات (2,000,000 حصان) أو أكثر من الطاقة المتولدة من المشاريع الجديدة التي سيتم بناؤها في منطقة تيهاتشابي وفقاً لمشروع الحد من انبعاثات ثاني أكسيد الكربون بنسبة أكثر من 5.2 مليون طن متري، ومن المخطط ما مجموعه 3,000 ميجاوات (4,000,000 حصان).
يجري تطوير مزارع الرياح تبعاً لما كتبه جنرال الطاقة تيرا الذي أغلق 1.2 مليار صفقة تمويل مع الشركاء في الولايات المتحدة في يوليو 2010 التي تشمل سيتي بنك، باركليز كابيتال، وبنك كريدي سويس.
بعد العديد من التأجيلات، بدأت المرحلة الأولى للبناء في عام 2010، تم تأمين التمويل للمراحل الإضافية قدرها 650 مليون دولار في أبريل 2012.
من المتوقع البناء على مركز ألتا لطاقة الرياح لخلق أكثر من 3,000 تصنيع محلي، وبناء، وظائف الصيانة، ليسهم بأكثر من مليار دولار في الاقتصاد المحلي.